# ГАЕС Нумаппара
ГАЕС Нумаппара (沼原発電所) – гідроакумулювальна електростанція в Японії на острові Хонсю. 
Нижній резервуар створили на річці Нака, яка впадає до Тихого океану в місті Хітаті-Нака. Її перекрили кам'яно-накидною греблею із асфальтовим облицюванням висотою 76 метрів та довжиною 334 метра, яка потребувала 2 млн м3 матеріалу. Резервуар має площу поверхні 0,97 км2 і об’єм 25,8 млн м3 (корисний об’єм 20,9 млн м3). Окрім забезпечення роботи гідроакумулювальної станції він також живить ГЕС Ітамуро (16,1 МВт). 
Верхній резервуар штучно створили на лівобережжі Наки за допомогою кільцевої дамби висотою  до 38 метрів та довжиною 1597 метрів. Виконана як кам'яно-накидна споруда із асфальтовим облицюванням, дамба потребувала 1,3 млн м3 матеріалу. Вона утримує водосховище з площею поверхні 0,18 км2 та об’ємом 4,3 млн м3 (корисний об’єм 4,2 млн м3).
Від верхнього резервуару до машинного залу прямує тунель довжиною 1,4 км з діаметром 6,3 метра, який переходить у три напірні водоводи довжиною по 0,8 км зі спадаючим діаметром від 3,6 до 2,4 метра. З’єднання із нижнім резервуаром забезпечується за допомогою трьох тунелів довжиною по 0,5 км з діаметром 3,7 метра. В системі також працює вирівнювальний резервуар висотою 95 метрів з діаметром 7 метрів.
Основне обладнання станції становлять три оборотні турбіни типу Френсіс загальною потужністю 690 МВт (номінальна потужність станції рахується як 675 МВт), які використовують напір у 478 метрів.